# Su Xiaoxiao

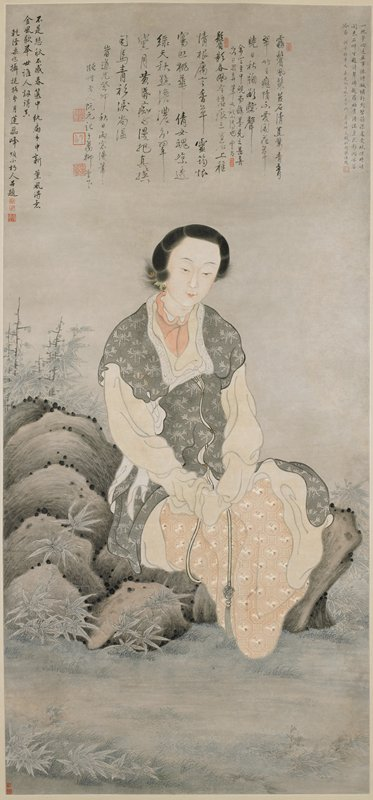

Su Xiaoxiao (chinesisch 蘇小小, Pinyin Sū Xiǎoxiǎo, * 5. Jahrhundert; † 501) auch bekannt als Su Xiaojun und manchmal mit ihrem Rufnamen Kleine Su, war eine berühmte chinesische Kurtisane und Dichterin aus Qiantang (heute Hangzhou, Zhejiang) während der Südlichen Qi-Dynastie (479–502). Sie hatte eine Schwester namens Su Pannu.

## Leben und Karriere
Weithin bekannt für ihr intellektuelles Talent und ihre große Schönheit strebte Su Xiaoxiao nach den Werte Liebe, Schönheit und Menschlichkeit, wie sich in ihren Schriften und in populären Geschichten über sie zeigt. Es gibt viele Geschichten zum Leben von Su Xiaoxiao, von denen jedoch keine auf ihre historische Korrektheit geprüft werden kann. Eine dieser Geschichten beschreibt ihr Zusammentreffen mit einem jungen, reisenden, entsetzlich armen Gelehrten auf dem Weg in die Hauptstadt in der Hoffnung, für die Prüfungen zugelassen zu werden. Sie gab dem Gelehrten mehrere Stück Silber aus ihrer Börse, aber er kehrte leider nie zu ihr zurück, nachdem er die Prüfungen absolviert hatten. Es scheint so, als ob sie unter keinen Umständen die Ehefrau oder Mätresse eines Mannes sein wollte, weil sie es vorzog, ihre Schönheit mit dem einfach Volk zu teilen und gleichzeitig Verachtung für die Reichen zu zeigen.
Bevor sie 20 war entwickelte Su Xiaoxiao eine unheilbare Krankheit, während der sie zu der Ansicht kam, dass ihr der Himmel die besondere Gelegenheit gab, ein Erbe der Erinnerung an ihre Schönheit durch ihren Tod in jungem Alter zu hinterlassen. Sie starb mit nur 19 Jahren. Für mehr als tausend Jahre stand ihr Grab an der Xilin-Brücke neben ihrem geliebten Westsee.
Su Xiaoxiaos Leben und Dichtkunst bot späteren chinesischen Schriftstellern und Künstlern reichliche Inspiration. Sie war die romantische Heldin der Dichter der Tang-Dynastie Bai Juyi, Li He, Wen Tingyun und des Schriftstellers der Ming-Dynastie Zhang Dei und die Heldin der Geschichte „Romantische Pfade Xinlins“ in „Schöne Geschichten vom Westsee“. Ein Holzschnitt unbekannter Herkunft wurde verwendet, um in der Ming-Dynastie und der frühen Qing-Dynastie Porzellanobjekte zu bemalen. Der Holzschnitt basiert auf der Kurzgeschichte „Träumen von Qiantang“, die von dem Gelehrten Sima Yu erzählt. Er schrieb bei einem Besuch in Hangzhou ein Gedicht über einen seiner Träume, in dem Su Xiaoxiao von drei Böen des Windes dazu gebracht wurde, zu ihm kommen und an seinem Fenster zu singen. Su war auch eine häufige Figur im Chinesischen Theater.  Su Xiaoxiao ist eine Heldin der TV-Serie „Die Liebende Kurtisane Su Xiaoxiao“.

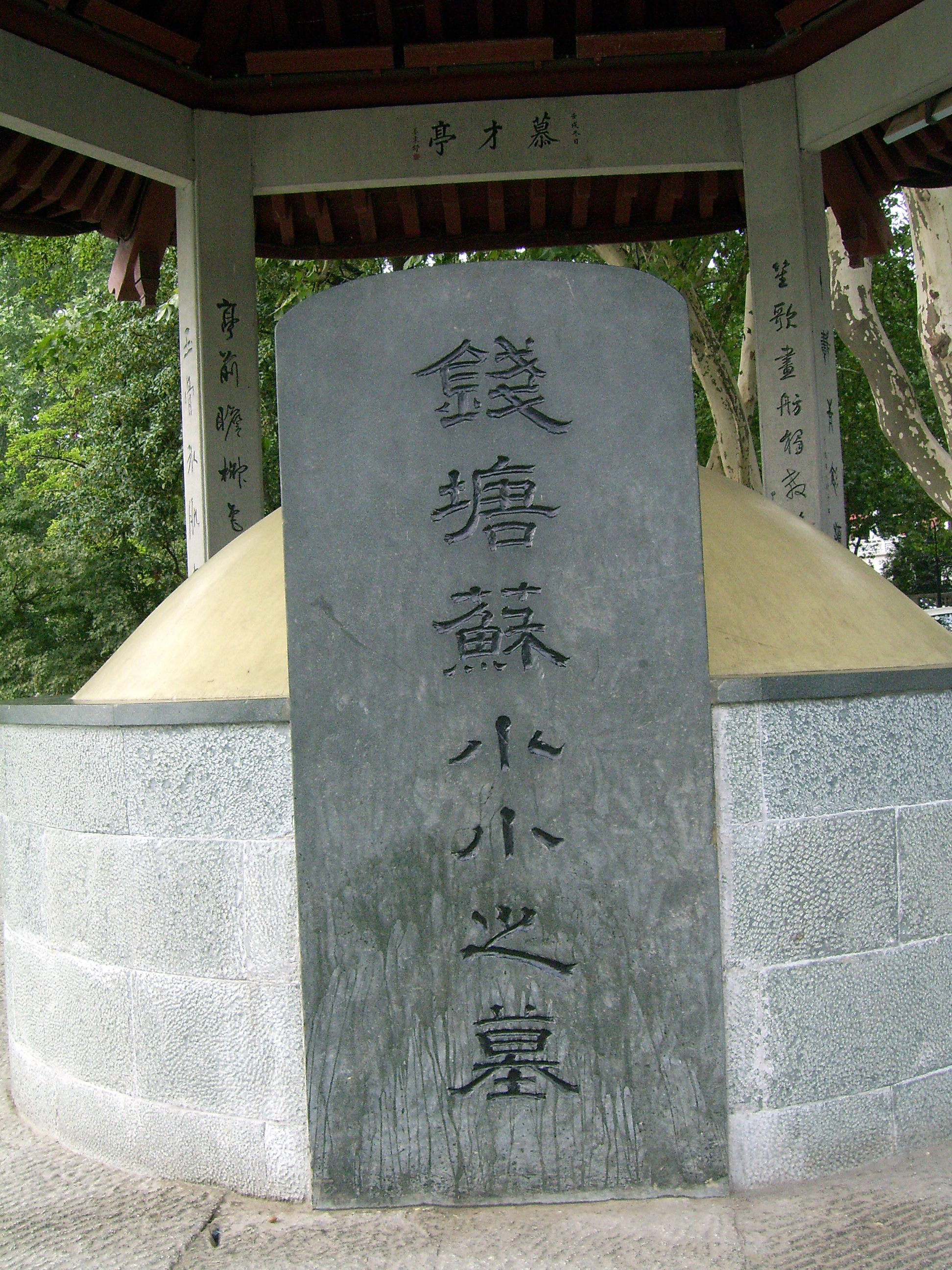
Su Xiaoxiaos rekonstruiertes Grab, 2004

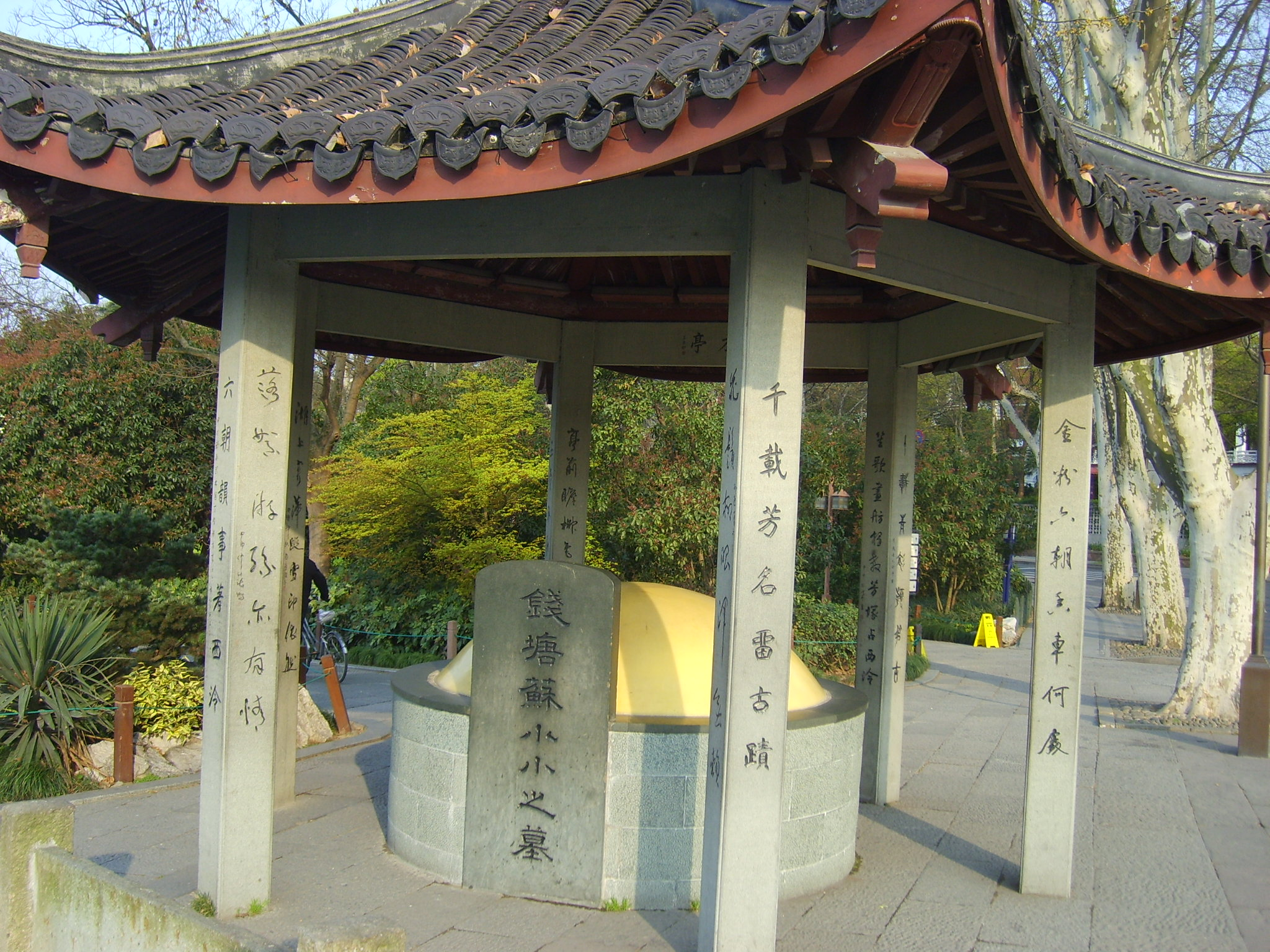
Eine andere Ansicht von Sus Grab, 2009

Su Xiaoxiaos Grab wurde während der Kulturrevolution zerstört, aber 2004 vollständig rekonstruiert. Ein neuer Pavillon wurde um das Grab errichtet, den zwölf poetischen, von berühmten Kalligraphen handgeschriebenen Widmungen zieren. Si Xiaoxiaos Grab wurde ein beliebter Touristenanziehungspunkt in Hangzhou.

## Das Gedicht von Su Xiaoxiao
Das Gedicht ist unter den Namen „Lied des westlichen Grabes“, „Lied des Xilingsees“, „Lied von Su Xiaoxiao“ (in einer Gedichtsammlung des kaiserlichen Musikbüros) und „Lied des gleichen Herzschlages“ bekannt. Es wurde sehr berühmt und inspirierte viele spätere Dichter. Im Originaltext ist das Gedicht ein Quatrain mit vier Zeilen mit je fünf Wörtern.
妾乘油壁车,

郎跨青骢马,

何处结同心,

西陵松柏下.

Ich fahre eine geschmückte Kutsche,

Mein Liebster reitet ein blau-weißes Pferd.

Wo sollten wir den Knoten für unser Herz binden?

Unter der Xiling-Föhre und der Zypresse.